# Tjeerd van 't Land
Tjeerd van 't Land (Voorthuizen, 25 februari 1954) is een Nederlands voormalig voetballer die uitkwam voor N.E.C., FC Wageningen, Seattle Sounders, PEC Zwolle en SC Amersfoort. Hij speelde als middenvelder. Van 't Land werd geselecteerd voor de Nederlandse UEFA-jeugdelftallen.

## Statistieken
| Seizoen | Club             | Land             | Competitie                          | Wed. | Goals |
| ------- | ---------------- | ---------------- | ----------------------------------- | ---- | ----- |
| 1971/72 | SC NEC           | Nederland        | Eredivisie                          | 1    | 0     |
| 1972/73 | SC NEC           | Nederland        | Eredivisie                          | 0    | 0     |
| 1973/74 | SDV Barneveld    | Nederland        | Zaterdag Eerste klasse B            | –    | –     |
| 1974    | Seattle Sounders | Verenigde Staten | North American Soccer League        | 17   | 5     |
| 1975    | Seattle Sounders | Verenigde Staten | North American Soccer League indoor | 2    | 2     |
| 1975    | Seattle Sounders | Verenigde Staten | North American Soccer League        | 19   | 6     |
| 1975/76 | PEC Zwolle       | Nederland        | Eerste divisie                      | –    | 0     |
| 1976/77 | PEC Zwolle       | Nederland        | Eerste divisie                      | –    | 4     |
| 1977/78 | PEC Zwolle       | Nederland        | Eerste divisie                      | –    | 0     |
| 1978/79 | PEC Zwolle       | Nederland        | Eredivisie                          | 29   | 7     |
| 1979/80 | PEC Zwolle       | Nederland        | Eredivisie                          | 28   | 3     |
| 1980/81 | PEC Zwolle       | Nederland        | Eredivisie                          | 24   | 2     |
| 1981/82 | FC Wageningen    | Nederland        | Eerste divisie                      | –    | –     |
| 1982/83 | SC Amersfoort    | Nederland        | Eerste divisie                      | –    | –     |
| Totaal  | Totaal           | Totaal           | Totaal                              | 120  | 25    |

## Erelijst

### MetPEC Zwolle
| Nationaal               |    |         |
| Kampioen Eerste Divisie | 1x | 1977/78 |